# Pheles rufula
Pheles rufula är en fjärilsart som beskrevs av Smith 1902. Pheles rufula ingår i släktet Pheles och familjen Riodinidae. Inga underarter finns listade i Catalogue of Life.